# Seaton Carew
Seaton Carew – wieś w Anglii, w Durham, w dystrykcie (unitary authority) Hartlepool. Leży 3,6 km od miasta Hartlepool, 28,5 km od miasta Durham i 357 km od Londynu. W 1961 roku civil parish liczyła 98 mieszkańców.